# NGC 6051
NGC 6051是位於巨蛇座的一個巨大橢圓星系，距離地球4.53億光年，這意味著，考慮到其表觀尺寸，該星系的直徑約為250,000光年。它是名為AWM 4的化石系統中一個鬆弛的貧窮星系團內最亮的團星系。這個星系團由至少30個星系成員組成。

## 觀測的歷史
NGC 6051是讓·瑪里·愛德華·史提芬在1881年6月20日發現的。根據約翰·路易·埃米爾·德雷耳的說法，他將其描述為一個微弱的小圓形物體，中間有一個明亮的核，東南方有一顆10等的恆星。SIMBAD和里昂-默登外星系資料庫（英語：Lyon-Meudon Extragalactic Database，HyperLEDA]]將NGC 6051登錄為IC 4588，但根據哈羅德·科溫的說法，這是兩個獨立的星系。奧沙利文及其同事（2011）將它們視為獨立的實體，NGC 6051是星系團中心的主導星系。

## 特徵
NGC 6051是一個cD型星系。與AWM 4中的其它星系相比，它的亮度要高得多，具有低面亮度輪廓，但沒有恒星包層。
NGC 6051中的核心被認為是活躍星系，它是一個電波星系。它被歸類為法納羅夫-萊利分類 I型和II型混合的過渡型。聚集著廣角尾的强力電波源，NGC 6051包含兩個反射對稱的擺動電波噴流和從其電波核心出現約80Kpc的巨大電波瓣。對於這種活動星系核（AGN）活動，最被接受的理論是存在一個超大質量黑洞。基於MBH-MK相關性。NGC 6051中心黑洞的質量估計為9.57 ± 0.02 M⊙。
根據射流與反射流的亮度比率，NGC 6051的中心約10kpc噴流區域可能更靠近天空平面。根據對逐漸變陡的光譜指數的分析，噴流和波瓣的壽命估計為1.6億年，這表明NGC 6051的來源很古老。
一項研究在NGC 6051中心區域產生的夾帶氣體中發現了鐵的痕迹，其質量約為1.4 x 106 M⊙。當能量量為〜4.5 x 1057 erg時，氣體可能被星系的噴流從星系中輸送出來，在一定程度上豐富了星系團內介質。

## 外部連結
- WikiSky上关于NGC 6051的内容：DSS2, SDSS, GALEX, IRAS, 氢α, X射线, 天文照片, 天图, 文章和图片